# Heider SV
Maillots
Le Heider SV est un club allemand de football localisé à Heide dans le Schleswig-Holstein.

## Histoire
Le club fut fondé le 14 octobre 1925 d’une manière un peu original. Une rencontre amicale opposa l’équipe du VfL 05 Heide à sa Réserve. Les réservistes s’imposèrent. Mais par la suite aucun changement n’intervint dans le noyau de l’équipe A, si bien que les réservistes s’en allèrent et créèrent le SV.
Le club est populairement appelé le petit HSV, (petit Hambourg SV) puisqu’il partage les mêmes initiales que le grand club de la ville hanséatique. Il est représentant de la plus petite localité ayant atteint la plus haut niveau du football allemand.
En 1951, 1953, et 1955, le Heider SV participa au Championnat d’Allemagne amateur et en atteignit les demi-finales en 1955, où il s’inclina contre le Sportfreunde Siegen (1-3).
Après avoir échoué en 1954, le Heider SV accéda à l’Oberliga Nord (équivalent D1 à l’époque). Le cercle n’y resta qu’une saison. Il y rejoua lors de la saison 1960-1961. En 1954, 1958, 1958 et 1962, il ne parvint pas à se qualifier pour la plus haute division. Les séjours du petit HSV dans la plus haute série furent brefs mais soulevèrent l’enthousiasme de la population locale. Il y eut très souvent plus de 12 000 personnes pour assister aux rencontres à domicile.
Lors de la création de la Bundesliga, en 1963, le Heider SV ne fut pas qualifier pour le nouveau 2e niveau instauré à ce moment, la Regionalliga Nord. Le cercle évolua en Amateurliga Schleswig-Holstein.
En vue de la saison 1968-1969, le petit HSV monta au niveau 2. Il fut relégué après une seule saison, mais remonta l’année suivante et se maintint alors jusqu’en 1974, soit jusqu’à la création de la 2. Bundesliga.
À ce moment, le club ne fut pas retenu pour rester au niveau 3, instauré sous le nom d’Oberliga Nord. Le club évolua alors pendant près de vingt ans au mieux au niveau 4 de la hiérarchie allemande. 
Au terme de la saison 1993-1994, la DFB, réorganisa son 3e niveau qui reprit le nom de Regionalliga. Le niveau 4 fut réservé aux Oberligen. Les clubs de la Norddeutscher Fussball Verband (NFV) scindèrent l’Oberliga qui avait cours depuis 1974 en deux ligues distinctes. Le Heider SV fut qualifié pour en rejoindre une des deux: Oberliga Hamburg/Schleswig-Holstein.
Heider y débuta de manière positive (4e en 1995, 3e en 1996, puis vice-champion en 1997) puis recula dans le tableau et ne dépassa jamais plus le 11e rang. En fin d’exercice 2003-2004, La NFV regroupa les deux Oberligen en une seule: l’Oberliga Nord. Classé dernier, Heider SV fut renvoyé en Verbandsliga (niveau 5). Depuis le club n’a plus dépassé ce niveau.

## Palmarès
- Champion de l’Amateurliga Schleswig-Holstein: 1956, 1958, 1959, 1960, 1962, 1963.
- Champion de la Verbandsliga Schleswig-Holstein: 1983.